# Bonvillet
Bonvillet is een gemeente in het Franse departement Vosges (regio Grand Est) en telt 372 inwoners (1999). De plaats maakt deel uit van het arrondissement Épinal.

## Geografie
De oppervlakte van Bonvillet bedraagt 10,0 km², de bevolkingsdichtheid is 37,2 inwoners per km².
De onderstaande kaart toont de ligging van Bonvillet met de belangrijkste infrastructuur en aangrenzende gemeenten.

## Demografie
Onderstaande figuur toont het verloop van het inwonertal (bron: INSEE-tellingen).
Attigny · Belmont-lès-Darney · Belrupt · Bonvillet · Darney · Dombasle-devant-Darney · Dommartin-lès-Vallois · Escles · Esley · Frénois · Hennezel · Jésonville · Lerrain · Pierrefitte · Pont-lès-Bonfays · Provenchères-lès-Darney · Relanges · Saint-Baslemont · Sans-Vallois · Senonges · Les Vallois
1. ↑  Populations de référence 2022.